# Peplos

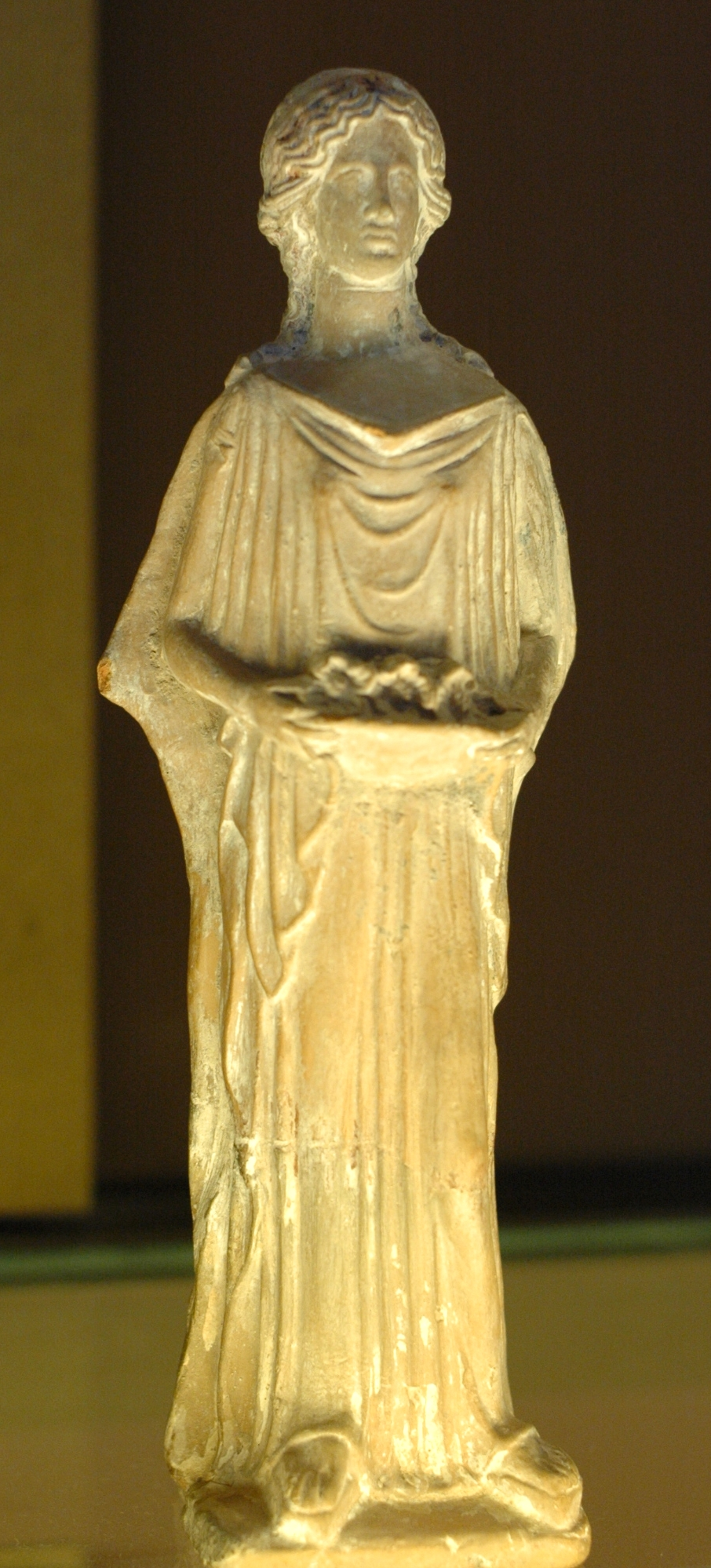
Příklad peplu

Peplos (starořecky πέπλος) je ženský oděv používaný ve starověkém Řecku zejména před rokem 500 př. n. l. Užíval se ale i v různých jiných zemích již od začátku doby železné.
Na rozdíl od lehkého chitónu byl peplos zhotoven z těžkého dlouhého, zprvu zejména vlněného pruhu tkané látky. Později se zhotovoval ze šité látky, která byla zdobena. Používání peplu se rychle snížilo po objevení lnu, protože lněná látka umožňovala vytvořit více volný a ohebný oděv, a peplos byl rychle nahrazen chitónem.
Čtyřcípý obdélný kus látky byl nejprve v horní části vodorovně přeložen, čímž vzniklo tzv. apoptygma. Poté byl celý kus přeložen vertikálně kolem těla tak, aby apoptygma směřovalo ven. Okraje byly potom na ramenou pospojovány sponami. Tím vznikly varianty na straně otevřeného peplu (iónského a lakónského) a na straně uzavřeného (dórského). Většinou byl peplos zpevněn přepásáním. To mohlo vést jak přes apoptygma, tak i pod ním. Býval zdoben různým zřasením a byl téměř vždy delší než žena, která jej nosila, takže sahal až na zem.
Ztvárnění peplu nalézáme zejména na figurách černo- i červenofigurového vázového malířství, ale kromě toho i na sochách typu koré z archaického období, ale i v metopách sochařské výzdoby staveb.
Během athénské slavnosti panathénají byl bohatě zdobený peplos slavnostně předáván jako votivní dar bohyni Athéně.